# 无壳弹药
无壳弹药，是指放弃弹壳，直接将子弹装药制固体块状，连接或包容弹头的弹药设计。
在槍枝發展的早期，前装滑膛枪就因為要提高射速等原因，而需要简化装弹动作。美国南北战争时期有人将发射药和底火装入纸壳（锡箔）中，发射时纸壳與发射药一起燃烧，或是被发射的气流吹出枪管，从而达到无需抛壳的目的，這種方法可视為无壳弹药的一种雏形。
但因为装弹速度、弹药可靠性、威力等原因，有壳弹药取代了这一类的尝试。
二战后，美国和德国分别在1950和1960年代启动无壳弹的研究。
首先研制的是可燃弹壳炮弹，但无壳砲/枪系统因为自身的缺陷导致美国于1974年放弃研究。
德国在长期研究之后，於1980年代由黑克勒-科赫公司和诺贝尔炸药公司合作推出G11武器系统，但未能装备部队。

## 优点
1. 减少弹药重量
2. 节约资源

## 缺点
1. 机械强度低
2. 可靠性不高，存在炽发的危险
3. 燃烧完全性差
4. 弹道性能不稳定

## 近年发展
美国军队目前正在研制一款轻机枪 LSAT，以及计划在该枪上使用的LSAT无壳弹。

## 其他國家
中國大陸曾於1970年10月开始立项研究，1973年曾进行靶场试验，但同年中止此项研究。
- 參見無殼彈